# Pfarrkirche Hernstein

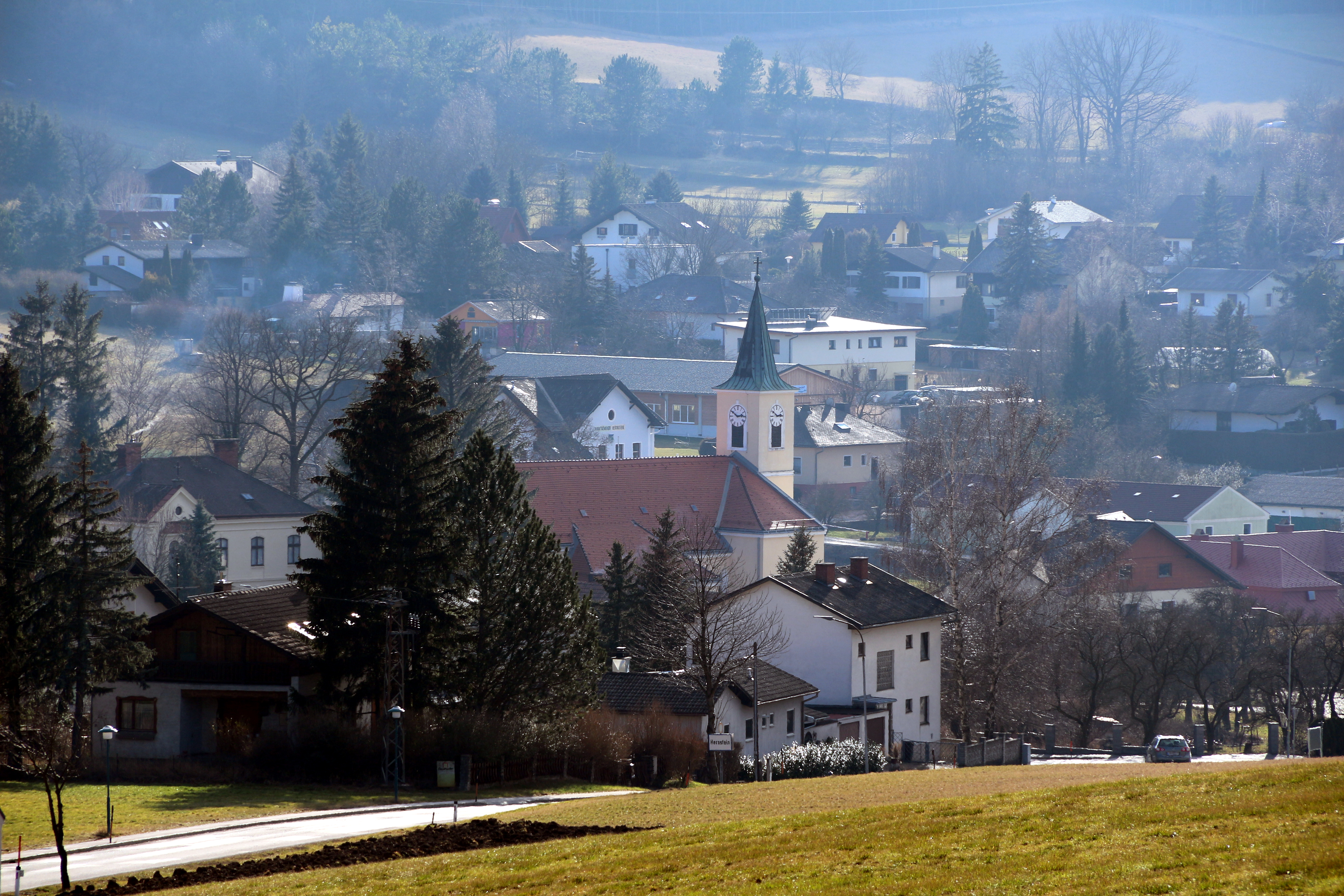
Katholische Pfarrkirche hl. Laurenz in Hernstein

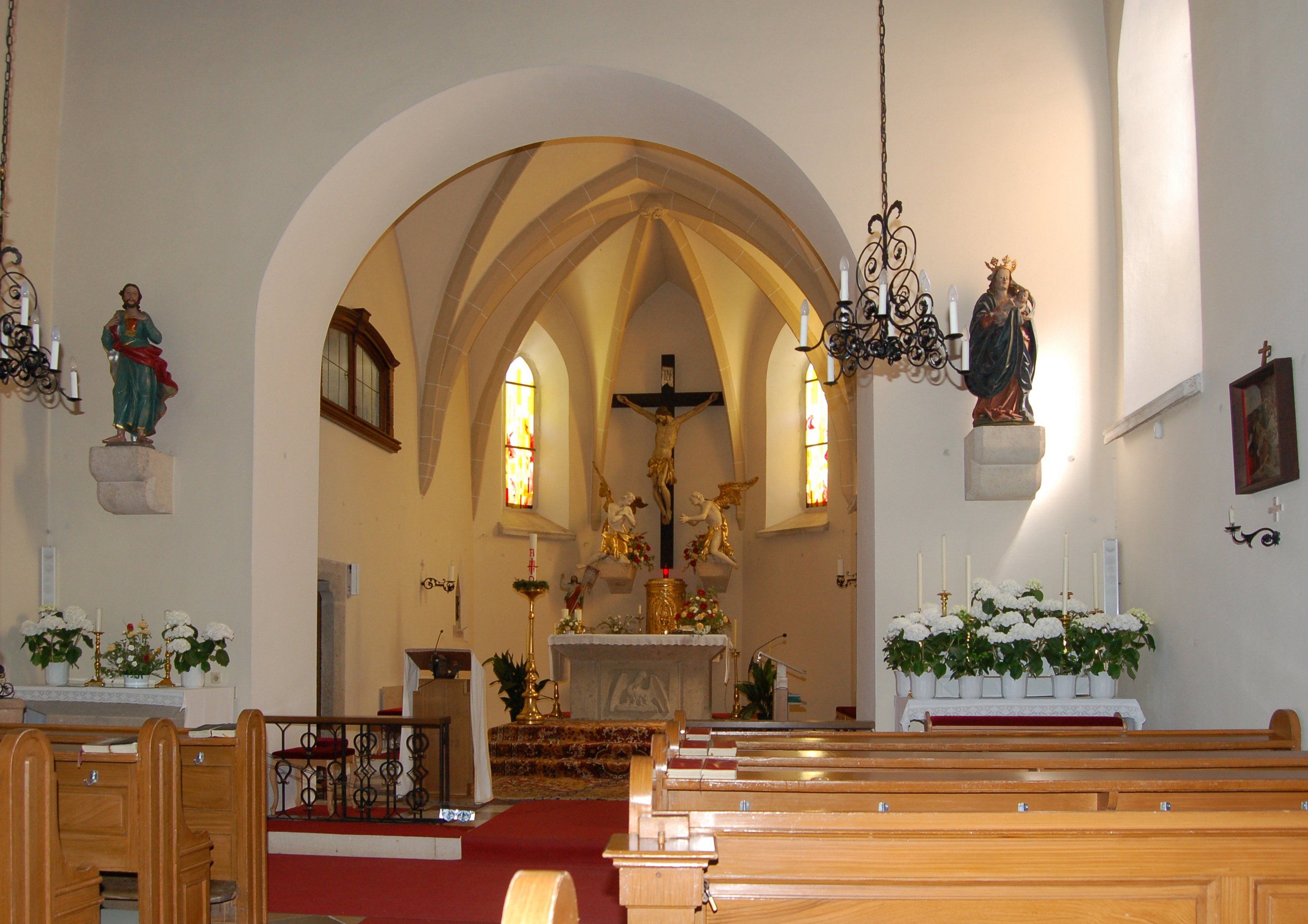
Langhaus, zum Chor

Die Pfarrkirche Hernstein steht in der Ortsmitte der Marktgemeinde Hernstein im Bezirk Baden in Niederösterreich. Die dem heiligen Laurentius von Rom geweihte römisch-katholische Pfarrkirche gehört zum Dekanat Pottenstein im Vikariat unter dem Wienerwald der  Erzdiözese Wien. Die Kirche und der Friedhof stehen unter Denkmalschutz (Listeneintrag).

## Geschichte
Urkundlich wurde um 1170 mit der Burg Hernstein eine Pfarre genannt. Ab 1445 war die Kirche bis zur Abhebung des Klosters 1786 dem Stift Neuberg inkorporiert.
Die Kirche wurde in den Kriegen 1529, 1532 und 1683 schwer beschädigt. 1771 erfolgte der Anbau einer Sakristei mit Oratorium und 1772 der Wiederaufbau der Patriziuskapelle. 1822 wurde der Turm erbaut. Eine Renovierung im Inneren 1956/1966 führte zur Entfernung der neugotischen Altäre aus 1903/1904. Die Kirche wurde 1976/1977 und 1998 außen restauriert.

## Architektur
Die spätgotische Kirche mit einer südseitigen romanischen Kapelle und einem Westturm ist von Häusern und der ehemaligen Friedhofsmauer eng umstellt.
Der schlichte Saalbau hat einen eingezogenen Chor mit einem Fünfachtelschluss hat einen zweigeschoßigen Sakristei- und Oratoriumsanbau im Norden. Die seitenschiffartige Kapelle im Süden hat eine eingezogene Apsis und ein romanisches Rundbogenfenster. Der Westturm trägt einen Spitzhelm.

## Ausstattung
An der Stelle des Hochaltares steht ein Objektpasticcio aus 1958 bis 1965. Der Tabernakel als Rundtempel Turm Davids aus dem ersten Viertel des 19. Jahrhunderts aus dem Schloss Fronleiten bei Graz mit einem Relief Christus als Weltenrichter in der Mandorla um 1960 überschnitzt. Darüber ist ein Kruzifix um 1700 aus der Filialkirche hl. Peter in Dunkelstein bei Ternitz flankiert von adorierenden Engeln um 1775 von Johann Nepomuk Platzer 1958 erworben.
Im Langhaus an der Triumphbogenwand rechts ist eine Figur Maria mit Kind um 1500 aus der Stadtkreuzkapelle (?) hierher übertragen, rechts eine Apostelfigur aus der ersten Hälfte des 18. Jahrhunderts in der Mitte des 20. Jahrhunderts als Herz-Jesu-Christus überschnitzt.
Ein Bild Anna Selbdritt aus der Mitte des 17. Jahrhunderts wurde aus der im Ende des 18. Jahrhunderts aufgelassenen Kapelle der Burg Starhemberg hierher übertragen. Ein Bild Tod des hl. Josef ist aus 1851. Das ehemalige Hochaltarbild hl. Laurentius auf Wolken kniend malte Anton Schirnhofer 1851.
Ein Kruzifix der Patriziuskapelle aus Birnholz aus dem ersten Viertel des 18. Jahrhunderts Giovanni Giuliani oder seiner Schule zugeschrieben ist in Verwahrung. An der Westwand der Laurentiuskapelle sind die Statuen Florian und Johannes Nepomuk aus der Mitte des 18. Jahrhunderts und an der Südwand eine Pietà aus der Mitte des 19. Jahrhunderts.
Die Orgel mit 9 Registern stammt von Franz Capek.

## Grabsteine
- An der Stirnseite der Chores eine Grabplatte ohne Inschrift mit einem gerahmten Kreuz über einem Kleeblattbogen mit lilienförmigen Blattenden von einem Kreis umschrieben aus dem vierten Viertel des 13. Jahrhunderts.
- Im Kirchhof Grabplatte ohne Inschrift mit Kreuzstab und kreuzförmigen Balkenenden mit Nasen über einem mit Maßwerk gegliederten Spitzbogen mit Wappenschild und Schwurhand um 1300.
- Im Kirchhof Grabplatte  stark verwittert mit unleserlicher umlaufender Inschrift mit Kreuz über einem mit Maßwerk gegliederten Spitzbogen um 1300.
- Im Kirchhof Grabstein von Wulst umrandet mit Doppelbogen auf knospenförmiger Konsole aus der Mitte des 19. Jahrhunderts.